# 50 First Dates
50 First Dates (Nederlands: 50 eerste afspraakjes) is een Amerikaanse romantische komedie uit 2004 onder regie van Peter Segal. Hoofdrolspelers Adam Sandler en Drew Barrymore wonnen hiervoor samen een People's Choice Award in de categorie 'filmkoppel met de meeste chemie'.

## Verhaal
Henry Roth (Adam Sandler) is een vrouwenverslinder die als dierenarts werkt op Hawaï. Hij versiert vrouwen bij de vleet, maar zodra hij met ze naar bed is geweest, zorgt hij er met allerhande smoesjes voor dat het altijd bij één keer blijft. Roth werd ooit gedumpt door zijn ex-vriendin Tracy en dat deed hem zo zeer dat hij zich sindsdien met alle geweld weigert te binden aan een vrouw. In zijn vrije tijd knapt hij een zeilboot op waarmee hij ooit op expeditie wil gaan naar Alaska. Daarnaast hangt hij rond met zijn Hawaïaanse beste vriend Ula (Rob Schneider), die wel getrouwd is en de hele dag zijn vijf kinderen op sleeptouw heeft.
Wanneer Roth op een morgen zoals gebruikelijk gaat ontbijten in Nick (Pomaika'i Brown) en Sue's (Amy Hill) Hokilau Café, laat hij daar zijn oog vallen op Lucy Whitmore (Drew Barrymore). Hij ziet haar een vulkaan en hutje bouwen van haar wafels en grijpt dat aan om een gesprekje met haar aan te knopen. Ze kunnen het direct goed met elkaar vinden en spreken af elkaar de volgende dag weer te zien. Alleen wanneer Roth haar de volgende dag amicaal begroet, schrikt Whitmore en blijkt ze geen idee te hebben wie hij is.
Sue neemt Roth apart en legt hem uit wat er aan de hand is. Whitmore zat op 13 oktober een jaar geleden samen met haar vader Marlin (Blake Clark) in een auto, toen hij moest uitwijken voor een koe en de auto tegen een boom knalde. Ze overleefden het allebei, maar Whitmore liep een hersenbeschadiging. Dit (fictieve) Goldfield Syndrome zorgt ervoor dat haar kortetermijngeheugen niet meer omgezet wordt naar haar langetermijngeheugen. Dit houdt concreet in dat Whitmore sinds de dag van het ongeluk elke morgen wakker wordt en dan de vorige dag compleet vergeten is. Hierdoor denkt ze sindsdien elke morgen dat dat het zondag 13 oktober is. Haar vader en broer Doug (Sean Astin) zorgen er elke dag voor dat het lijkt alsof dit ook zo is, zodat het voor haar net is of het ongeluk nooit heeft plaatsgevonden. Ze leggen elke avond de krant van die dertiende oktober klaar en doen elke dag opnieuw de dingen die Whitmore verwacht van die dag. Zo vieren ze samen elke dag opnieuw Marlins verjaardag, kijken ze elke dag 'live' dezelfde - stiekem door haar vader en broer opgenomen - Americanfootballwedstrijd en Whitmore vervult elke dag opnieuw haar vaders verjaardagswens: de garage schilderen. Marlin schildert deze zodra zij naar bed is zelf elke avond terug in de originele kleur. Daarnaast wordt Whitmore elke dag opnieuw verrast door de plotwending aan het einde van de film The Sixth Sense.
Marlin vraagt Roth in eerste instantie om zijn dochter te vergeten. Ze zullen nooit samen iets op kunnen bouwen omdat zij hem elke dag opnieuw zou moeten leren kennen. Roth zorgt er stiekem toch voor dat hij haar blijft ontmoeten en moet dus elke dag een nieuwe manier vinden om haar te verleiden, met wisselend succes. Hij wordt er gaandeweg wel beter in, omdat hij geslaagde details kan onthouden om die later opnieuw te gebruiken. Marlin komt erachter waar Roth mee bezig is, maar is er niet rouwig om. Hij heeft gemerkt dat zijn dochter elke dag dat ze Roth ontmoet vrolijk zingend aan het schilderen slaat. Daarnaast heeft hij inmiddels gezien dat Roth geen oneerbare plannen heeft, maar oprecht geïnteresseerd is in Whitmore. Roth denkt alleen dat het geen goed idee is om haar in de waan te laten dat het nog vorig jaar is. Hij neemt daarom een video op waarop Whitmore elke ochtend kan zien wat er gebeurd is en hoe haar leven sindsdien is verlopen. Telkens wanneer ze van de schok bekomen is, kan ze zo toch verdergaan met haar leven. Door steeds hun belevenissen samen ook aan de band toe te voegen, kunnen Whitmore en Roth zo ook toch een relatie aangaan.
Whitmore hoort op zeker moment niettemin over Roths droom om naar Alaska te varen. Ze is ervan overtuigd dat dit er niet van gaat komen zolang hij aan haar vastzit en dat het daarom haar schuld is als hij zijn droom nooit verwezenlijkt. Ze verbreekt de relatie en legt hem uit waarom. Roth vertrekt op zijn boot, maar is erg verdrietig. Marlin heeft hem niettemin zijn dochters favoriete cd meegegeven, van de Beach Boys. Wanneer daarvan het liedje Wouldn't It Be Nice voorbijkomt, krijgt Roth een openbaring. Volgens Marlin zong Whitmore dat liedje op zeker moment ook vóór ze Roth die dag ontmoette. Maar aangezien ze het liedje juist zong vanwege Roth, betekent dit dat er ergens in haar geheugen toch een herinnering aan hem heeft postgevat.
Roth draait zijn boot om en zoekt Whitmore op. Ze woont nu in een instelling zodat ze haar vader niet meer tot last is en geeft daar schilderles aan kinderen. Ze herinnert zich Roth niet direct, maar neemt hem mee naar een kamertje waar ze haar eigen schilderijen heeft neergezet. Op een hele serie daarvan staat een man afgebeeld van wie ze elke nacht droomt: Roth. Hij legt haar uit dat ze een relatie hadden en hoe, maar dat zij die compleet gewist heeft door alle pagina's te verbranden die hierover gingen in haar dagboeken. Nu is alleen duidelijk geworden dat ze allebei niet zonder elkaar kunnen. Daarop herpakken ze hun relatie.
In de slotscène is het enkele jaren later. Roth en Whitmore liggen met de boot voor anker voor de kust van Alaska. Zij wordt wakker en ziet een video met het opschrift good morning Lucy ('goedemorgen Lucy'). Na daarop weer te hebben gezien hoe haar leven ervoor staat, gaat ze bovendeks, waar Roth haar begroet en voorstelt aan hun dochter.

## Rolbezetting
| Acteur         | Personage       |
| -------------- | --------------- |
| Drew Barrymore | Lucy Whitmore   |
| Adam Sandler   | Henry Roth      |
| Blake Clark    | Marlin Whitmore |
| Sean Astin     | Doug Whitmore   |
| Rob Schneider  | Ula             |
| Dan Aykroyd    | Dr. Keats       |
| Lusia Strus    | Alexa           |
| Amy Hill       | Sue             |
| Allen Covert   | 10 seconden-Tom |
| Maya Rudolph   | Stacy           |

## Trivia
- 50 First Dates was niet de eerste film waarin Sandler en Barrymore een romantisch koppel speelden. Eerder speelden ze samen in in The Wedding Singer (1998), als een aanstaande bruid en de zanger die eigenlijk op haar bruiloft moet komen zingen, maar ondertussen verliefd op haar wordt.

## Muziek de 1980s en 1990s
Muziek de 1980s en 1990s tracklist.
- Thompson Twins - Hold Me Now
- The Cure - Lovesong
- Echo & the Bunnymen - Lips Like Sugar
- The Outfield - Your Love
- The Cars - Drive
- Spandau Ballet - True
- Bryan Ferry - Slave to Love
- The Police - Every Breath You Take
- The Psychedelic Furs - The Ghost in You
- The Cure - Friday I'm in Love
- UB40, Chrissie Hynde - Breakfast in Bed
- Modern English - I Melt with You